# Willi Eggers
Willi Eggers (* 2. April 1911 in Hamburg; † 25. Mai 1979 in Soltau) war ein deutscher Autor plattdeutscher Erzählungen und Gedichte und Vorsitzender der Freudenthal-Gesellschaft.

## Leben
Eggers wuchs in Hamburg und Wietzendorf auf. In Hamburg und Marburg studierte er Philologie. Er promovierte 1936 an der Universität Hamburg und war danach als wissenschaftlicher Assistent und Lehrer tätig. Während des Zweiten Weltkrieges diente er als Soldat und geriet 1945 in sowjetische Kriegsgefangenschaft, in der er bis 1950 verblieb. 1950 kehrte er zurück nach Deutschland und wurde Lehrer am Gymnasium Soltau. 1979 starb er in Soltau.

## Werke
- Die niederdeutschen Grundlagen der Wilzensage in der Thidrekssaga, Diss. Hamburg 1936 (Nachdruck: Niederdeutsches Jahrbuch 62 (1936), S. 70–125)
- Höör up dien Hart: Niederdeutsche Gedichte, 1954
- Bi'n Füür : En plattdüütsch Geschichtenbook, von Friedrich Freudenthal, bearbeitet von W. Eggers, 1977
- Sien leste Red un sien Truuerfier, 1979
- Bi uns hier up'n Lannen : Gedichte, Erzählungen und Aufsätze, 1982
- Bi'n Füür : En plattdüütsch Geschichtenbook, von Friedrich Freudenthal, bearbeitet von W. Eggers und H. Kröger, 1985